# 秦荘町
秦荘町（はたしょうちょう）は、滋賀県愛知郡にあった町。
2006年2月13日に、隣接する愛知川町と合併し、愛荘町となり廃止した。

## 地理
- 宇曽川

### 隣接していた自治体
- 東近江市
- 愛知郡愛知川町
- 犬上郡多賀町、甲良町、豊郷町

## 歴史
- 1950年（昭和30年）4月1日 - 秦川村及び八木荘村が合併して、秦荘町が発足する。
- 2006年（平成18年）2月13日 - 秦荘町及び愛知川町が合併して、愛荘町が発足する。

## 行政
- 町長：廣田 進

## 姉妹都市
- 馬頭町（栃木県 那須郡）
1981年6月1日 姉妹都市提携

## 教育
小学校
- 秦荘町立秦荘東小学校（秦荘町東出）
- 秦荘町立秦荘西小学校（秦荘町島川）

中学校
- 秦荘町立秦荘中学校（秦荘町安孫子）

## 産業
主な企業
- コクヨ工業滋賀
- 日本粉末合金
- 甘利香辛食品滋賀工場
- 星電子

## 交通

### 鉄道
- 最寄の駅：近江鉄道本線
  - 豊郷駅（豊郷町）
  - 愛知川駅（愛知川町）

### 道路
一般国道
- 国道307号

主要地方道
- 滋賀県道13号彦根八日市甲西線
- 滋賀県道28号湖東愛知川線

一般県道
- 滋賀県道216号雨降野今在家八日市線
- 滋賀県道218号横溝秦荘線
- 滋賀県道220号松尾寺豊郷線
- 滋賀県道221号目加田湖東線
- 滋賀県道222号北落豊郷線

林道
- 林道金剛輪寺線
- 林道秦川押立山線
- 林道向山線
- 林道桃ノ木谷線

## 町内の施設
- 愛知郡消防本部
- 愛知中部農協
- 中央公民館
- 勤労者体育センター、町民グラウンド
- 手おりの里金剛苑
- スーパーフレンド秦荘店
  - 国民宿舎金剛輪寺荘→合併後閉館

## 名所・旧跡
- 金剛輪寺（湖東三山のひとつ）
- 宇曽川ダム

## 伝統工芸品
- 近江上布
- 秦荘紬